# Дитятко (фестиваль)
Міжнародний дитячий телевізійний фестиваль «Дитятко» заснований Харківською обласною радою у 2009 році за ініціативи її голови Сергія Чернова.  
6 грудня 2018 року фестиваль змінив назву на Міжнародний дитячий медіафестиваль "Дитятко". 
7 вересня 2022 року в Харкові стартував XIV Міжнародний дитячий медіафестиваль «Дитятко» і тривав по 10 вересня. У конкурсній програмі змагалися 142 роботи з 34 країн світу.  Покази фільмів відбувалися в метро та бомбосховищах.  Також окремі покази відбувались у Тернополі  та Гримайлові. Журі оголосило переможців в онлайн-режимі. 

## Мета та цілі "Дитятка"
- підтримка обдарованих дітей, дитячих студій та гуртків, що займаються екранною творчістю;
- розвиток дитячого кіно та телебачення;
- підвищення професійного рівня телебачення, орієнтованого на дитячу цільову аудиторію.

Міжнародний дитячий медіафестиваль «Дитятко» - це кілька яскравих і насичених днів, наповнених майстер-класами та тренінгами, презентаціями та творчими зустрічами, переглядом та обговоренням конкурсних робіт, заходами культурної програми фестивалю.
«Дитятко» щорічний, некомерційний, фестиваль участь у ньому безкоштовна, член CIFEJ та ECFA.

## Учасники
Фестиваль проводиться серед: дитячих творчих телевізійних, анімаційних, кіно та радіостудій, гуртків, колективів і окремих авторів, телевізійних компаній і об'єднань, режисерів та продюсерських центрів, що створюють програми і фільми для дітей.

## Номінації конкурсної програми Фестивалю

### І. Міжнародна конкурсна програма
- «Кращий ігровий фільм дитячої студії»;
- «Кращий документальний фільм дитячої студії»;
- «Краща телепрограма дитячої студії»;
- «Кращий анімаційний фільм дитячої студії»;
- «Кращий музичний фільм (відеокліп) дитячої студії»;
- «Краща радіопрограма дитячої студії»;
- «Краща телепрограма, зроблена для дітей»;
- «Кращий повнометражний фільм для дітей»;
- «Кращий короткометражний фільм для дітей»;
- «Кращий анімаційний фільм для дітей»;
- Приз CIFEJ (приз Міжнародного центру фільмів для дітей та молоді);
- приз за креативність та оригінальність виконання творчого завдання (конкурсні роботи створюються у дні проведення Фестивалю, завдання видається на Фестивалі).

### ІІ. Національна конкурсна програма
- «Місцеве самоврядування – це ми!» (спеціальна номінація, за підтримки Ради Європи);
- «Екологія живої природи: відновлення та збереження»;
- «Наше мирне небо» (спільно з Харківським аероклубом імені В.С.Гризодубової ТСОУ).

Після перегляду робіт, відібраних за конкурсною програмою Фестивалю, журі додатково присуджує призи за наступними номінаціями:
- - спеціальний приз журі;
- - краща режисерська робота;
- - краща операторська робота;
- - кращий телеведучий;
- - кращий тележурналіст;
- - кращий актор.

Президент Фестивалю має право під час церемонії нагородження вручити заохочувальну відзнаку - Кубок президента.

## Вимоги
До участі у Фестивалі допускаються роботи, створені протягом фестивального року, а також упродовж минулого року, але тільки ті, що з певних причин ще не надсилались для участі у Фестивалі.
Учасники Фестивалю мають право брати участь в одній або декількох номінаціях Фестивалю. Учасник Фестивалю може бути представлений у номінації не більше ніж трьома роботами.
Термін приймання заявок для участі у фестивалі – до 31 травня поточного року.